# Karmeliterkloster Köln

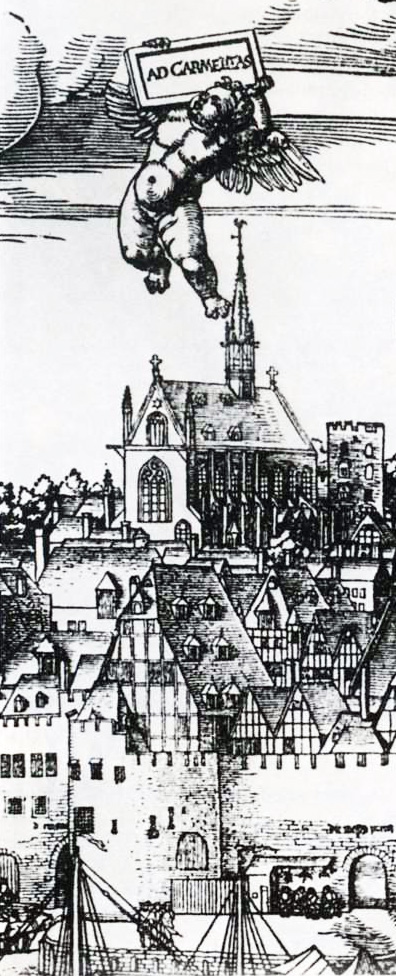
Klosterkirche der Karmeliten in einem Holzstich von Anton Woensam aus dem Jahr 1531

Ein Grundstückserwerb des Jahres 1256 belegt die Anfänge einer ersten Niederlassung der Kölner Karmeliten. Überlieferungen, die das Jahr 1220 als Gründung des Klosters in Köln angaben, sind heute nicht mehr nachweisbar. Die in Köln wegen ihres Patroziniums auch „Frauenbrüder“ genannten Mönche waren die Mitglieder eines römisch-katholischen „Ordens der Brüder der allerseligsten Jungfrau Maria vom Berge Karmel“ (lat. Ordo Fratrum Beatissimae Mariae Virginis de Monte Carmelo), der um das Jahr 1150 am Karmelgebirge in Palästina gegründet wurde. Der Orden ging aus der Tradition des Eremitentums hervor. Er ist heute in Köln nur noch in der Form des in der zweiten Hälfte des 15. Jahrhunderts gegründeten weiblichen Ordenszweiges, den Karmelitinnen existent. Das Kloster in der Nähe des Kölner Waidmarktes wurde durch die Maßnahmen der Säkularisation 1802 aufgehoben.

## Geschichte
Auf dem sich südlich dem Kölner Waidmarkt anschließenden Gelände befand sich der Besitz des „Ritters Brun“ vom Bonner Hof. Nach der Klosterüberlieferung des Kölner Karmelitenklosters soll Bruno als Kreuzfahrer Kontakte zu den Ordensbrüdern vom Berg Karmel in Palästina gehabt haben, die ursächlich für die spätere Gründung des Konventes neben dem Waidmarkt gewesen sein sollen.
Für den alten Kölner Stadtteil Oversburg sollen erste Mönche dieses Ordens in einem nicht mehr verfügbaren Provisorenbuch des Jahres 1220 der Pfarre St. Jakob erwähnt worden sein, wobei es sich wahrscheinlich um eine bescheidene kleine Klause gehandelt haben dürfte. Nicht sicher ist ebenfalls eine Überlieferung, nach der im Jahr 1245 der als Heiliger verehrte Ordensgeneral Alanus in der Kölner Klosterkirche beigesetzt wurde.

### Grundstückserwerb und Lehen für einen neuen Karmel
1256 erwarben die im Volksmund auch „Frauenbrüder“ genannten Ordensbrüder zur Errichtung eines großen, auch Karmel genannten, Klosters größere Grundstücke auf dem Areal zwischen der später „Vor den Karmelitern“ genannten Straße, der Spitzengasse, der Weißbüttengasse und dem an einer Sackgasse gelegenen Bonner Hof. Diesem Besitz fügten sie im Jahr 1384 und 1426 noch weitere als Lehen erhaltene Häuser hinzu. Für ein Haus auf dem Gelände der „Butgasse“ hatte der Konvent der „Frauenbrüder“ im Jahr 1384 an den Dechant und das Kapitel von St. Georg einen Zins von zwölf Mark cölnisch zu zahlen, wobei dieser Zins im Verhältnis zu anderen Konditionen im Viertel (bei denen auch das Doppelte gezahlt wurde) recht bescheiden war. Neben und nach der erwähnten Währung „Mark cölnisch“ waren auch Zahlungen in „Rheinischen- oder Oberländer Gulden“ gebräuchlich.

### Die Klosteranlage

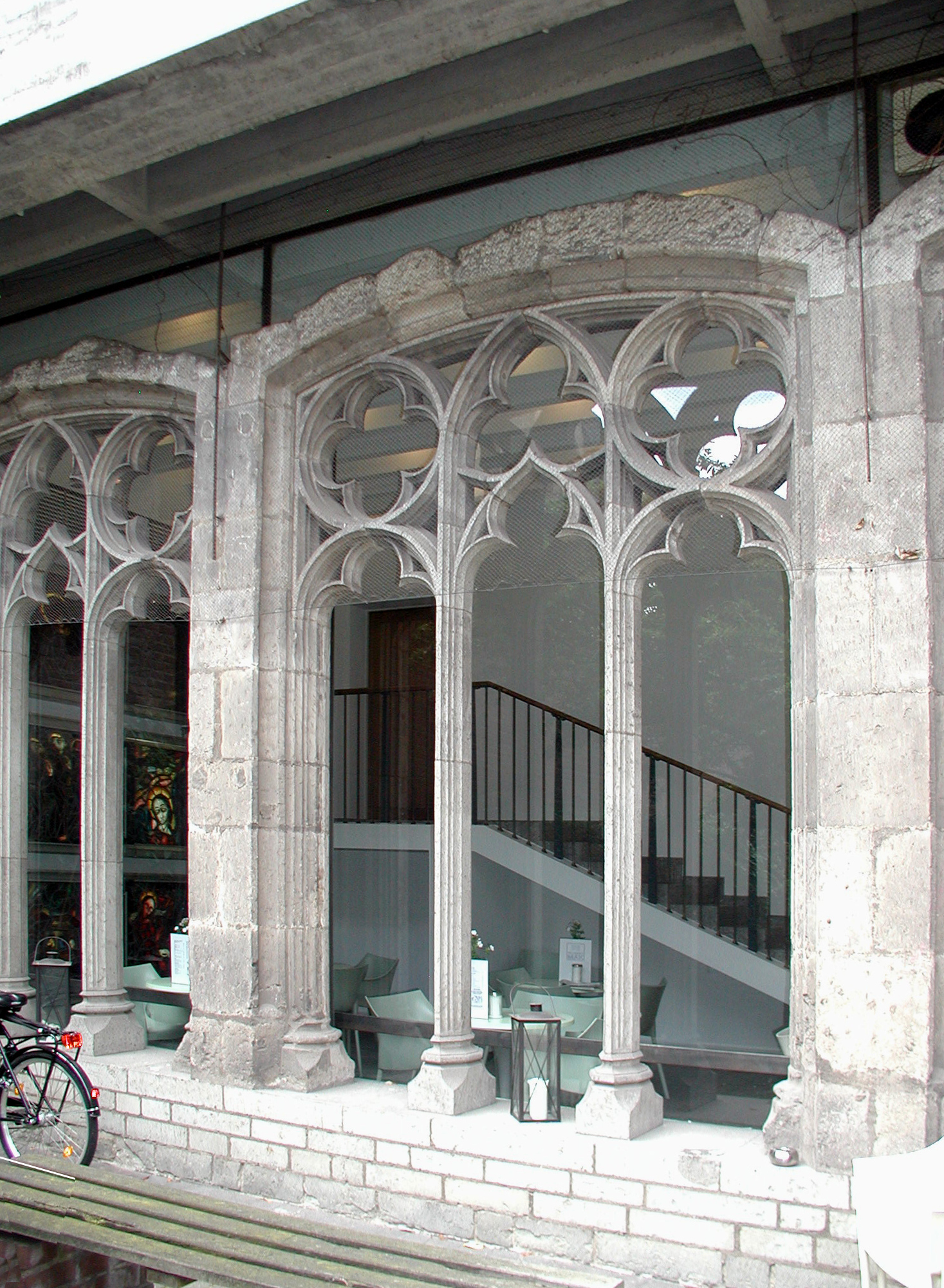
Kreuzgang des ehemaligen Minoritenklosters

Mit der Errichtung eines Oratoriums einhergehend, begannen die Ordensbrüder im Jahr 1261 auch Wirtschaftsgebäude zu erbauen. Es hieß, dass selbst Werkstätten „in prächtiger Weise“ errichtet wurden. Ein zur Förderung der Klosterbauten ausgestellter Ablassbrief des Jahres 1263 führte informativ die geplanten Bauten an. Seit 1297 hat das Kloster zur Ausbildung des Ordensnachwuchses wie die anderen Bettelorden ein Generalstudium eingerichtet und kooperiert später mit der 1388 gegründeten Universität zu Köln. Der Regens der Generalstudien, Simon von Speyer, gehörte zu den ersten Professoren der Universität. In einer Urkunde des Jahres 1350 wurde die Anordnung einzelner Baulichkeiten auf dem Gelände der Klosteranlage beschrieben sowie festgehalten, welcher Grund und Boden dem Kloster zugehörte. 1352 spendete Theoderich von Neuss die Summe von 100 Gulden, um den Bau eines Krankenhauses zu ermöglichen. Das dann im gleichen Jahr errichtete Gebäude lag im Winkel der Großen Spitzengasse und der Weißbüttengasse. 1358 wurde ein Brauhaus wiederhergestellt und 1359 ein Latrinenturm errichtet, der einen Abstand von zehn Fuß von der Klostermauer haben musste. 1372 errichtete man ein neues Küchengebäude, einen Brunnen sowie ein neues „Rasierhaus“.
Den sich an der Südseite der Kirche anschließenden Kreuzgang verband um 1390 der Prior Mathias von Düren durch die Neuanlage von West-, Süd- und Nordflügel zu einer geschlossenen Einheit. Die Fenster des Kreuzgangs hatten in Gestaltung und ihren Maßen das gleiche Äußere wie der Kreuzgang des Kölner Minoritenklosters. Im Jahr 1397 wurde ein neues Gebäude neben dem Chor der Kirche errichtet, dem 1413 eine dem Haus des Provinzials vorgesetzte große Halle folgte. Zwischen den Jahren 1429 und 1431 erhielt das Kloster eine mit Lesepulten ausgestattete Bibliothek, die sich im Obergeschoss über dem Kapitelsaal befand. Der Prior Simon von Düren wurde im Sommer 1457 Weihbischof des Bistums Worms sowie Titularbischof von Mayo.

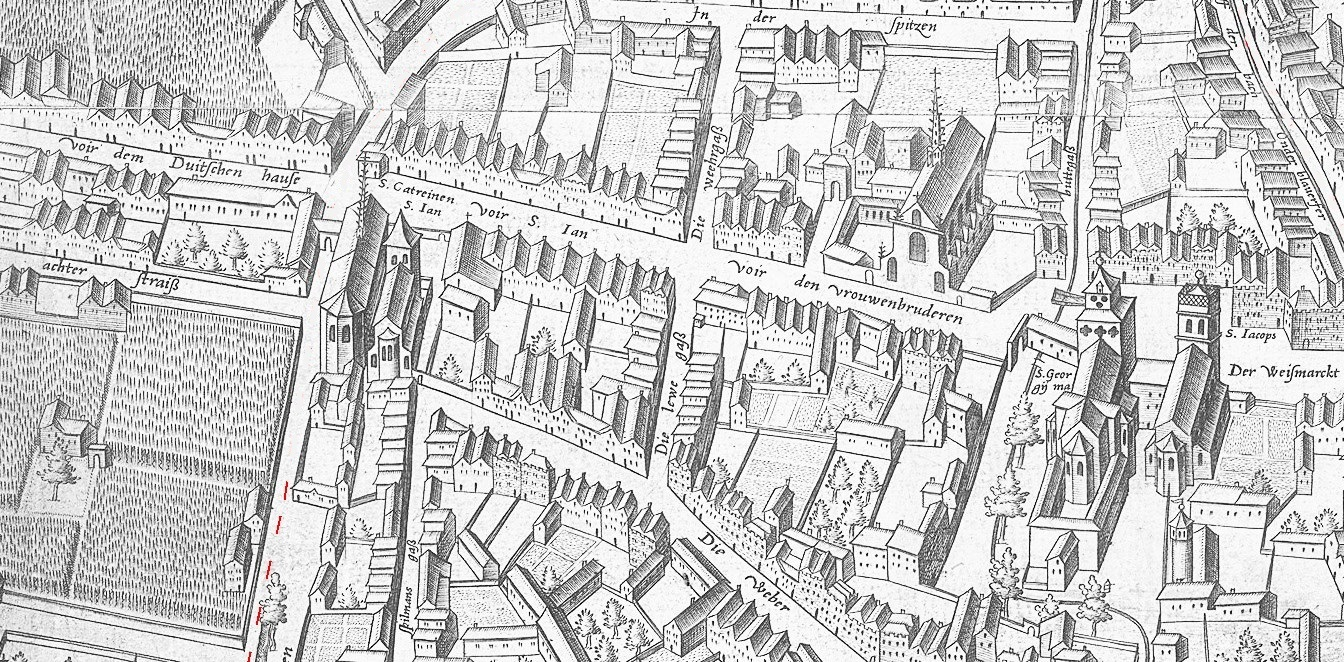
Das Kloster der frowenbruderen auf dem Stadtplan von Arnold Mercator (1570), rechts darunter St. Georg

Die Bautätigkeiten setzten sich fort mit der Errichtung eines Winterrefektoriums im Jahr 1467, und im Jahr 1498 bauten sich die Mönche ein neues Backhaus. Das neue Jahrhundert brachte 1516 den Bau einer Badestube und eine Renovierung des Rasierhauses. Diesen Arbeiten folgte die Ausführung eines Sommerrefektoriums, dessen Baukosten 2300 Mark und weitere 900 Goldgulden betrugen, welche teilweise die Stiftung des Priors Johann Wirich von Neuss übernahm. Diese neue Einrichtung wurde um 1600 mit der entsprechenden Einrichtung des Jesuitenkollegs in Tournai verglichen. Sie bot 200 Personen Raum.

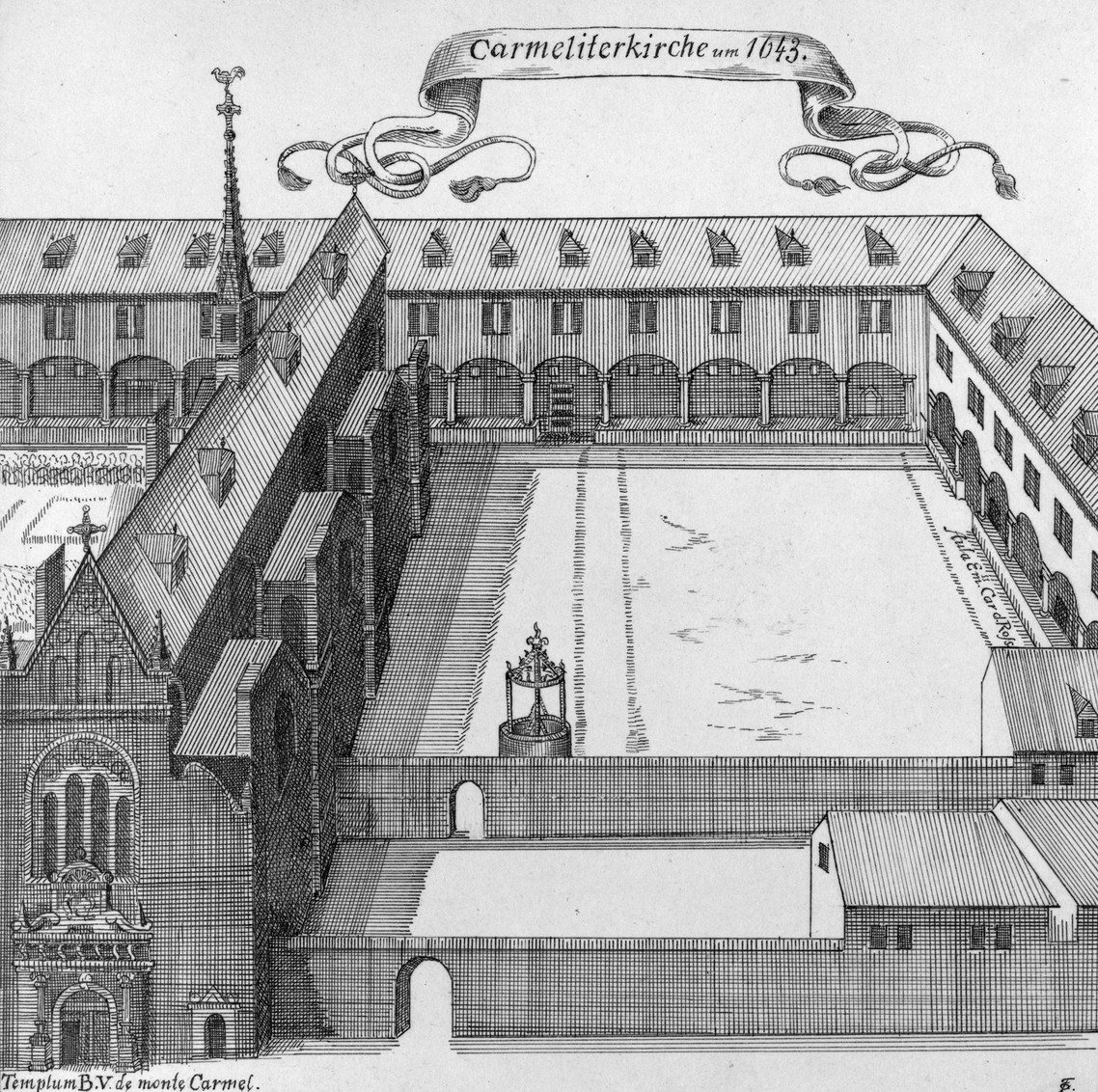
Karmeliterkloster und Kirche um 1643, Kupferstich

Zu Anfang des 17. Jahrhunderts wurde ein nördlich der Kirche anschließender Hof geschaffen, den an seiner Westseite die älteren Gebäude des Priorats und des Provinzialats abschlossen. An der Nordseite des Hofes errichtete man ein Gebäude, welches zunächst die Novizen beherbergte und später (1643) zeitweilig zum Sitz der päpstlichen Nuntiatur wurde. Diesen beiden neuen Gebäudeflügeln war ein von Säulen getragener Laubengang vorgelagert worden. Mit weiteren Umgestaltungen rund um den süd- und nördlichen Klosterhof schlossen die Arbeiten an der Klosteranlage im späten 18. Jahrhundert ab.

### Klösterlicher Kongressort
Die Niederlassung der Kölner Karmeliten war auch aufgrund ihrer Räumlichkeiten, die für diese Zeit in beachtlicher Größe und Ausstattung gestaltet vorhanden waren, gerühmt worden. Das Kloster bot so ideale Bedingungen für die Zusammenkünfte großer Delegationen, die zugleich auch vor Ort Unterkunft finden konnten. Im Jahr 1673 sorgte das Kloster für internationale Aufmerksamkeit, als es zum Kongressort hochrangiger Delegierter wurde, die die Beilegung des Krieges zwischen Frankreich und den Niederlanden anstrebten. Es ging um den auch Holländischer Krieg genannten Konflikt, der zu einer gesamteuropäischen militärischen Auseinandersetzung geworden war. Neben den Kriegsparteien selbst, waren Abgesandte des Kaisers, der Könige von Spanien, England und Schweden sowie der Kurfürsten Friedrich Wilhelm von Brandenburg und Maximilian Heinrich von Köln bei den sich in die Länge ziehenden Verhandlungen vertreten. Aus Protest gegen die Gefangennahme des kurkölnischen Ministers Wilhelm Egon von Fürstenberg im Jahr 1674 durch kaiserliche Agenten, zogen Kurköln und Frankreich ihre Gesandten zurück und ließen der Kongress unrühmlich enden.

### Klosterkirche der Karmeliten

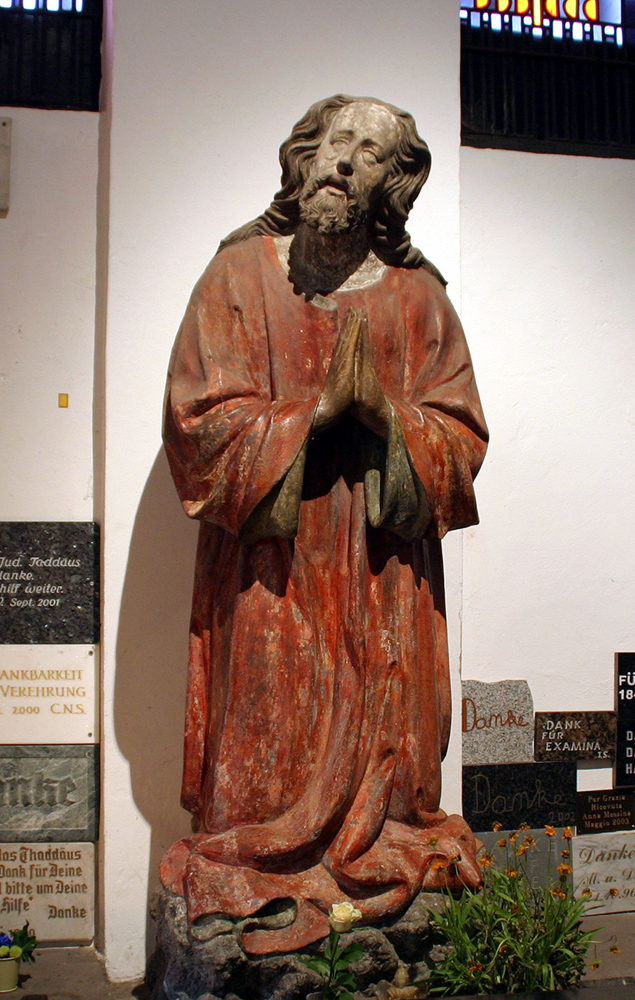
Die Figurengruppe „Christus am Ölberg“ gehörte zu den Kunstschätzen der Karmeliterkirche

Eine erste bescheidene Klosterkirche soll an der Stelle errichtet worden sein, an der sich im 17. Jahrhundert das Hospital befand. Durch den Verkauf von Ablässen zum Bau eines neuen Gotteshauses waren die Ordensleute in der Lage, eine neue, größere Kirche zu erbauen. Da die so erzielten Einnahmen (ad fabricam ecclesiae) nicht nachließen, konnte die Kirche durch Provinzial Godescalcus de Grue sogar noch erweitert und mit Gewölben versehen werden. Die Bauarbeiten der bereits 1321 geweihten Kirche dauerten über Jahrzehnte an. Nachdem sie Kapellenanbauten erhalten hatte, ließ noch im letzten Jahrzehnt des 14. Jahrhunderts der Prior Mathias von Düren den Chor wölben.
Die von Anton Woensam in der Kölner Stadtansicht von 1531 dargestellte Kirche war dann zu einer dreischiffigen, mit acht Jochen gegliederten Basilika geworden. Sie hatte die Maße von ungefähr 53 m Länge und einer Breite von etwa 23 m. Die geostete, mit Strebepfeilern versehene Kirche hatte man mit Maßwerkfenstern ausgestattet. Zwischen den Giebelkreuzen befand sich ein sechsseitiger Dachreiter, der 1423 mit einer Uhr ausgestattet worden war. Nach einem Einsturz des westlichen Kirchenvorderteils wegen schadhafter Fundamente erfolgten zu Beginn des 17. Jahrhunderts Reparaturarbeiten, denen Umbauten um 1642 und zu Beginn des 18. Jahrhunderts folgten.

### Ende der Klosteranlage

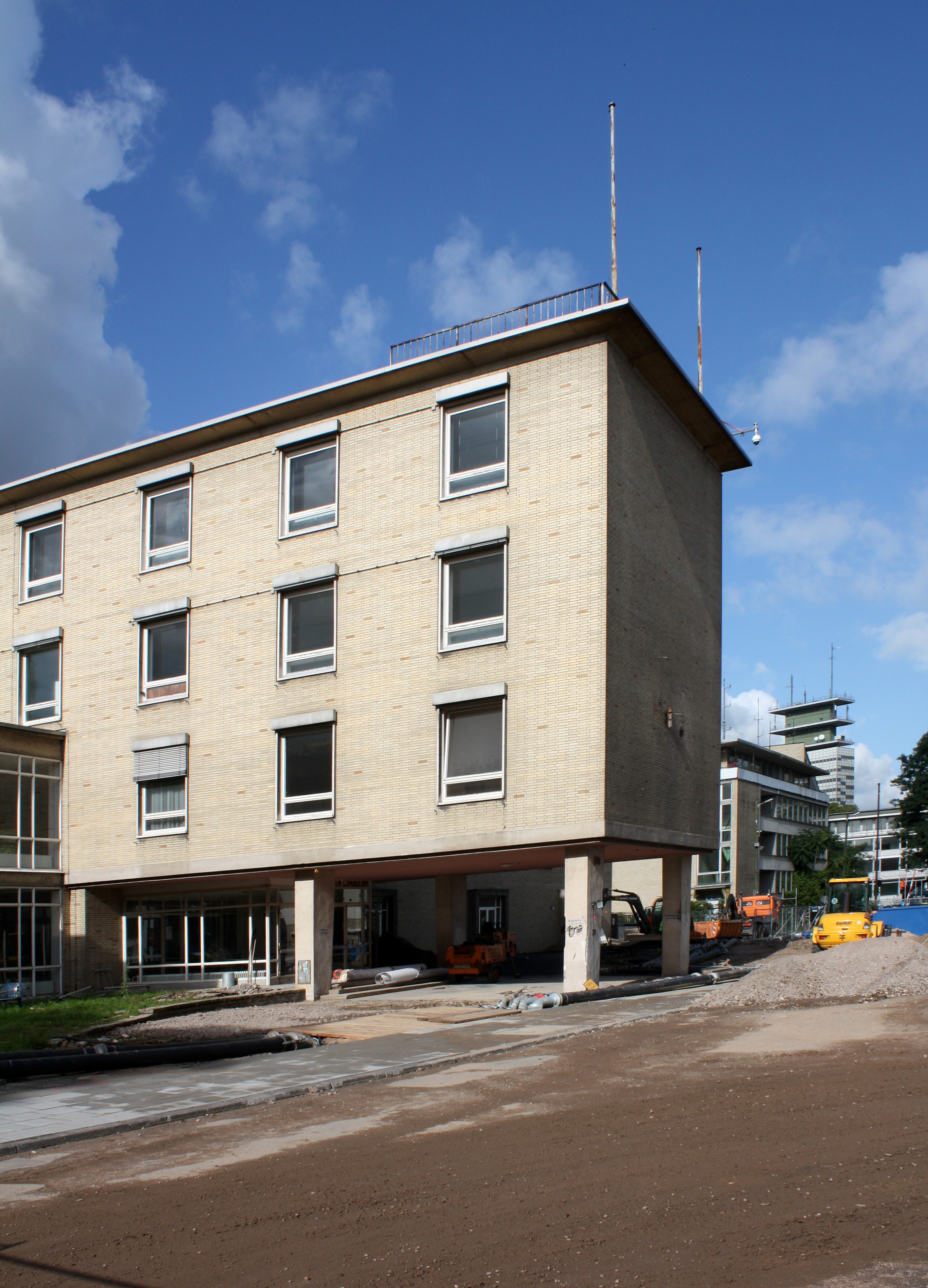
Evakuierte Schulanlage

Nach dem Einmarsch der Franzosen im Jahr 1794 wurde die Kirche als Pferdestall und später als „Fruchtmagazin“ (Getreidespeicher) genutzt. Das Kloster wurde im Jahr 1802 aufgehoben und 1808 die Teilung des Klosteranwesens vorgenommen. Die Kirche mit den anliegenden Klausur- und Wirtschaftsgebäuden sowie den Bauten von Priorat und Nuntiatur blieben weiter unter der französischen Militärverwaltung, während der Südflügel der Pfarrgemeinde St. Jakob (die ihre Gottesdienste nun in St. Georg verrichtete) als Primärschule zugewiesen wurde. 1810/11 wurde die Klosterkirche für 9900 Franc auf Abbruch verkauft und kurz darauf niedergelegt. Im Jahr 1815 richtete die nun preußische Regierung auf dem städtischen Teil des ehemaligen Klostergeländes die Karmelitenschule ein, die 1830 zum Friedrich-Wilhelm-Gymnasium Köln wurde.
Einer der bekanntesten Schüler der Karmelitenschule war der spätere Kölner Revolutionär und Demokrat Franz Raveaux, der die in der Kölner Severinstraße Nummer 6938 ½ gelegene Schule ab Oktober 1820 kurzfristig besuchte. Im Juli 1823 wurde er wegen der Verwicklung in eine Schlägerei mit einer Gruppe Kölner Handwerksgesellen von der Schule verwiesen.